# Josiah Snelling
Pour les articles homonymes, voir Snelling.
Josiah Snelling (1782 à Boston-20 août 1828 à Washington D.C.), militaire américain, fut le premier commandant de Fort Snelling, fort situé au confluent du Mississippi et de la Minnesota dans l'actuel État du Minnesota. Il fut responsable des plans et de la construction de cet ouvrage militaire dont il assura le commandement entre 1820 et 1827.

## Carrière militaire
Il rejoint l'armée lors de la Northwest indian war (Guerre indienne du Nord-ouest) de 1790 à 1795, obtient le grade de lieutenant au 4th infantry en 1808, puis capitaine en juin 1809, participe et se distingue à la bataille de Tippecanoe le 7 novembre 1811, reçoit son brevet de major le 9 août 1812. Il est lieutenant-colonel du 4th rifles le 21 février 1814, inspecteur-général avec rang de colonel le 12 avril 1814, lieutenant-colonel du 6th infantry en 1815 et colonel du 5th infantry le 1er juin 1819.

## Sources
- (en) Cet article est partiellement ou en totalité issu de l’article de Wikipédia en anglais intitulé « Josiah Snelling » (voir la liste des auteurs).
- (en) www.famousamericans.net

## Note
1. ↑  Tecumseh